# История Сирии
История Сирии — история территории, на которой находится Сирия. Около 10 тыс. лет до н. э. Сирия стала одним из центров докерамического неолита A, где впервые в мире появились скотоводство и земледелие. В 3-м тысячелетии до н. э. на территории Сирии существовал семитский город-государство Эбла, который входил в круг шумеро-аккадской цивилизации. Одной из ярких эпох его ранней истории были X—VIII века до н. э., когда после завоевательных походов царей Ризона I и Табримона город Дамаск стал центром могущественного арамейского царства, сделавшегося вскоре гегемоном всей Сирии. В 739 году до н. э. ассирийские отряды сумели взять Арпад (Сирия). В 738 году до н. э. они также захватили ещё 19 сирийских городов. В этих условиях сирийские владетели забыли о своих распрях и сплотились вокруг нового дамасского царя Ризона II. Александр Македонский после битвы при Иссе двинулся в Сирию, вместо того, чтобы преследовать Дария. Парменион захватил в Дамаске весь обоз персидской армии, а сам Александр занял Финикию. Таким образом, Сирия в 332 году до н. э. вошла в состав Македонского царства.
В 635 году н. э. Сирия была опустошена и затем завоёвана арабами, после чего значительная часть арамейского населения обращена в ислам. В 660—750 годы, когда Дамаск служил резиденцией халифов, благосостояние Сирии вновь стало подниматься, но с упадком Дамасского халифата страна обеднела. В 1260 году пришедшее в упадок государство Айюбидов подверглось нашествию монголов под предводительством Хулагу-хана, который овладел Халебом и Дамаском, но был остановлен силами мамлюков во главе с султаном Кутузом в сражении при Айн-Джалуте на севере Палестины. Под египетским господством Сирия находилась до завоевания её в 1517 году султаном османов Селимом I. При османах Сирия была разделена на 4 провинции во главе с губернаторами, которые напрямую подчинялись стамбульской администрации. Во время Первой мировой войны арабы (в основном из Хиджаза) вместе с англичанами участвовали в освобождении Сирии от Османов. Когда же арабская армия во главе с Фейсалом ибн Хусейном в октябре 1918 года вступила в Дамаск, она была встречена как освободительница. В 1920 году Франция получает в Сан-Ремо мандат на управление Сирией и начала наступление от побережья на восток своей 60-тысячной армией. Вскоре французы вступили в Дамаск и изгнали Фейсала с его 8-тысячной армией.
17 апреля 1946 года Сирия получила полную независимость от Франции. В 1958 году Сирия попыталась объединиться с Египтом и образовалась Объединённая Арабская Республика. В 1973 году во главе республики стал Хафез аль-Асад. После смерти Хафеза Асада президентом Сирии стал его сын, Башар аль-Асад. В 2011 году в Сирии вспыхнуло восстание.

## Доисторический период
Древнейшие раннепалеолитические предметы из кремня в местонахождении Халабийе-Залабийе (Halabiyeh-Zalabiyeh) в долине Евфрата датируются периодом 2,0—1,7 млн лет назад.
Артефакты со стоянок Латамне в Хаме и Мейра (Эль-Мейрах) в Эль Коуме выделяют в особый тип ашельской культуры Леванта (Восточного Средиземноморья), известный также как «фация Латамне». Останки архантропа возрастом 0,5—0,45 млн лет известны с местонахождения Надауйе Айн Аскар в районе Эль Коума.
В пещере Дедерие, находящейся в долине реки Африн, найдены останки нескольких неандертальцев. Дедерьех 1 имеет более грацильное строение посткраниального скелета по сравнению с Дедерьех 2. Каменная индустрия в пещере Дедерье составляет единый комплекс с Табун В.
12 800 лет назад (поздний дриас) на поселение Абу-Хурейра упали фрагменты крупного астероида или кометы.
Около 10 тыс. лет до н. э. Сирия стала одним из центров докерамического неолита A, где впервые в мире появились скотоводство и земледелие. Для последующего докерамического неолита B характерны прямоугольные дома Мурейбетской культуры. В эпоху докерамического неолита местные жители использовали сосуды из камня, гипса и обожжённой извести. Находки обсидиана, происходящего из Анатолии, свидетельствуют о древних торговых отношениях.
11 000 лет назад община в Тель Карасса стала родоначальником сельского хозяйства. Открытия, сделанные на участке Tell Qarassa North, являются старейшими свидетельствами одомашнивания трёх видов зерновых: один вид ячменя и два вида пшеницы (полба и спельта).
Поселение Телль Халула 9—8 тыс. до н. э. на севере Сирии имело площадь 8 га. Исследование ДНК жителей Телль Халула и Телль Рамада на юге Сирии показало, первые европейские поселения основали жители Ближнего Востока.
Древнейшие известные на сегодняшний день ископаемые остатки одомашненной коровы сделаны на ранненеолитическом поселении Джа'де эль-Мугара в северной Сирии и относятся к 8 тысячелетию до н. э. (калиброванные же радиоуглеродные даты составляют 10 650 — 10 250 лет назад). Молекулярно-генетический анализ данных находок позволяет сделать вывод, что всё поголовье нынешних коров произошло от 80 туров, приручённых в поселениях Джа’де эль-Мугара и Чайоню-Тепеси в юго-восточной Турции.
В 5 тыс. до н. э. на севере современной Сирии существовала халафская культура, которая враждовала с убайдской культурой и была ею поглощена.
В Северной Месопотамии начало городской жизни можно увидеть в Нагаре (ныне Тель-Брак в северной части Сирии). К 3800 году до н. э. город имел большие здания, обширные мастерские и предполагаемое население 20 тыс. человек, не считая его пригороды. Первым значительным поселением на юге Месопотамии был Эриду около 3700 года до н. э.
В эпоху позднего неолита и раннего бронзового века важную роль играли города Хамукар и Эмар.
Дамаск расположен в центре оазиса Гута, простирающегося с севера на юг на 25 км, а с запада на восток — на 16 км. Первые упоминания о нём известны около 2500 года до н. э., хотя археологические раскопки показывают, что городское население жило здесь уже в 4-м тысячелетии до н. э. Помимо земледелия, местные жители издревле занимались торговлей. Этому способствовало чрезвычайно выгодное местоположение города — на краю Восточной пустыни, вблизи двух судоходных рек, в точке, откуда расходились дороги на запад, юг и восток. В связи с этим Дамаск играл важную роль во всей многовековой истории Сирии.
Учёные из Института Жака Моно изучили генотип зверей из захоронения Умм эль-Марра на севере Сирии и установили, что останки возрастом 2600—2200 лет до н. э. принадлежат к кунга — гибридам домашних ослиц и самцов кулана.

## Периферия цивилизаций Междуречья
После образования шумеро-аккадской цивилизации территория Сирии превратилась в своеобразную периферию Месопотамии. Здесь проживали семитские племена эблаитов (родственны аккадцам), в 3-м тыс. до н. э. появляется город-государство Эбла, население которой использовало клинопись. Помимо семитов территорию Сирии населяли хурриты, которые позже приняли участие в этногенезе курдов и армян. Аккадский правитель Саргон Великий на некоторое время включил Сирию в состав своей империи.
На XXVI—XXV века до н. э. пришлась столетняя война Эблы с городом-государством Мари. Впоследствии на территории Сирии образуется аморейское государство Ямхад, конец которому кладёт нашествие хеттов. В XVII веке до н. э. в зоне взаимодействия вторгшихся с Балкан индоевропейцев (хетты) и цивилизаций Месопотамии местные племена хурритов формируют государство Митанни. Предположительно на месте городища Телль-Фехерия находилась Вашшуканни (Хошкани) — столица хурритского государства Митанни.
Примерно в 1800 году до н. э. царь Ассирии Шамши-Адад I избрал для себя в качестве столицы город Шубат-Эллиль.
В XV веке до н. э. Сирия подвергается нашествию египетского фараона Тутмоса I.
В XIV—XI веках до н. э. в долине среднего течения реки Хабур существовало царство Мари.

## Сирия в Библии
Одним из аспектов Библии являются исторические сведения, которые связаны с территорией современной Сирии. Через Сирию из Халдеи в Ханаан пролегал путь Авраама. Во время завоевания израильтянами Ханаана при Моисее на территории юго-западной Сирии располагалась область Васан, которой правил царь Ог. Уже в ранне-царский период упоминается могущественный сирийский царь Венедад из Дамаска, которому посылал серебро и золото иудейский царь Аса (2Пар. 16:2). Во времена иудейского царя Охозии израильтяне воевали с «сириянами» царя Азаила за Галаад, но потерпели поражение в Раме (2Пар. 22:6).

## Арам
Одной из ярких эпох его ранней истории были X—VIII века до н. э., когда после завоевательных походов царей Ризона I и Табримона город Дамаск стал центром могущественного арамейского царства, сделавшегося вскоре гегемоном всей Сирии. Это главенствующее положение сохранялось и при их потомках.
В начале IX века до н. э. сын Таб-Риммона, Бен-Хадад I, воевал с царством Израиль и отторг у израильтян часть северной Галилеи. Но спустя несколько десятилетий гегемонии Дамаска стали угрожать стремительно усиливавшиеся ассирийцы. Впервые они собрали дань с правителей Сирии в 859 году до н. э. Чтобы успешней противостоять врагу, местные владетели решили объединить свои силы. Сыну Бен-Хадада I, Бен-Хададу II, удалось создать мощный антиассирийский союз, в который вместе с ним вошли цари хаматский, израильский, арвадский, аммонский и некоторые другие. В 853 году до н. э. под стенами города Каркара, на берегу реки Оронт, произошла ожесточённая битва. Она была очень кровопролитной, но закончилась безрезультатно. Некоторое время спустя ассирийский царь Салманасар III опять вторгся в Сирию, осадил Дамаск, но взять его не смог.
Однако опасная для ассирийцев коалиция сирийских и израильских правителей сохранялась недолго. Вскоре между израильским царём Ахавом и Бен-Хададом II (библ. Венадад) началась война. В сражении при Римот-Гилеаде в 850 году до н. э. израильтяне были разбиты, а Ахав был убит (4Цар. 22:35). Затем в 843 году до н. э. умер и сам Бен-Хадад II — один из его приближённых, некто Азаил, воспользовавшись тем, что царь был болен, придушил его одеялом и сам захватил власть. В 834 году до н. э. 120-тысячное ассирийское войско во второй раз подступило к Дамаску. Царь Ассирии Салманасар III обнаружил, что сирийцы заняли позиции на горе Сенире, одной из горных вершин Ливана, и окопались там. Ассирийцы сумели разбить сирийское войско, а сам Азаил вынужден был бежать в Дамаск. Ассирийцы окружили город и вырубили рощи в его окрестностях. Салманасар III смог захватить большую добычу, но взять город не удалось и на этот раз.
«Азаил, царь Сирийский» (4Цар. 15:22), смог сохранить престол после ухода ассирийцев и некоторое время спустя начал войну с израильтянами. Сирийцы были удачливы и фактически сумели превратить израильского царя Иоахаза в своего вассала. Но в 802 году до н. э. ассирийцы опять напали на Сирию. Возглавлявшему поход Адад-нирари III удалось, наконец, разбить сирийцев и захватить их столицу Дамаск. Ассирийцы полностью разграбили город и получили огромную добычу. Азаилу пришлось признать себя вассалом Ассирии. Но он опять смог удержать престол и правил до 796 года до н. э. Сын Азаила, Бен-Хадад III, несколько раз воевал с израильским царём Иоасом, но всё вроде бы неудачно — израильтяне отобрали у сирийцев обратно все ранее утерянные ими города. Сын Иоаса, Иеровоам II, продолжал теснить Дамаск и даже захватил обширные сирийские территории, в число которых, возможно, входила вся долина Бекаа.
Следующий ассирийский царь, Тиглатпаласар III, задумал расширить границы своего государства и с этой целью начал завоевания в западном направлении (то есть в сторону Сирии). В 739 году до н. э. ассирийские отряды сумели взять Арпад. В 738 году до н. э. они также захватили ещё 19 сирийских городов. В этих условиях сирийские владетели забыли о своих распрях и сплотились вокруг нового дамасского царя Ризона II. Союзником сирийцев был царь Израиля Факей, а также цари Газы и Эдома. Но силы сирийцев явно уступали Ассирии. В 734 году до н. э. Тиглатпаласар III завоевал Израиль, а в 733 году до н. э. ассирийцы взяли Дамаск. Город был сильно разрушен. Мощь сирийцев была подорвана. Царь Ризон II был схвачен и казнён ассирийцами, царство его стало ассирийской провинцией. После этого большая часть арамейского населения была насильно переселена во внутренние районы Ассирии.
На смену ассирийцам пришли халдеи, а затем персы.

## Античная Сирия

### Эллинистическая Сирия
После битвы при Иссе Александр Македонский вместо того, чтобы преследовать Дария, двинулся в Сирию. Парменион захватил в Дамаске весь обоз персидской армии, а сам Александр занял Финикию. Таким образом, Сирия в 332 году до н. э. вошла в состав Македонского царства.
После смерти Александра Македонского Сирия сначала принадлежала Антигону Одноглазому, который в битве при Ипсе (301 год до н. э.) лишился царства и жизни, а Сирия досталась Селевку Никатору, при котором она достигла своего высшего развития; границы Сирийского государства доходили до Окса (ныне Аму-Дарья) и Инда.
Селевк и сын его Антиох I Сотер основали целый ряд эллинистических городов: Селевкия на Тигре, Селевкия Пиерия, Антиохия, Лаодикия Сирийская (Латакия) и др. Эти вновь основанные города сделались главным орудием смешения национальностей, религии, языка и культуры, так как жители их состояли из македонян, греков и арамеев. Известным уроженцем эллинистической Сирии был стоик Посидоний. Преемники Селевка не были в состоянии удержать за собою господство над огромной территорией; в их руках с начала II века до н. э. осталась только одна Сирия.
В 83 году до н. э. Тигран II, царь Великой Армении, завоевал Сирию, изгнал последних Селевкидов и присоединил к своему государству остатки Сирийского царства.

### Римская Сирия
В 64 году до н. э. после победы Помпея над Митридатом VI и Тиграном II Сирия сделалась римской провинцией, причём к ней была присоединена и Иудея. Столицей провинции стал город Антиохия, который сделался одним из ключевых городов Римской империи. Местная знать продолжала говорить по-гречески и сохранили элементы эллинистической культуры. В I веке в Пальмире был воздвигнут величественный Храм Баала. Во II веке в честь победы римлян над парфянами была построена Монументальная арка Пальмиры.
Очень рано в Сирию начало проникать христианство. Известно об обращении апостола Павла на пути в Дамаск. В Сирии расположена древнейшая из ныне действующих церквей: Церковь Пояса Пресвятой Богородицы в городе Хомс (Эмеса).
При ослаблении Римской империи в III веке на территории Сирии появилось Пальмирское царство.

## Византийская Сирия
Из Антиохии происходил видный христианский святой Иоанн Златоуст. В Сирии сформировалась особая богословская школа. В 451 году Антиохия сделалась важным центром Антиохийского патриархата. В V веке Инцидент в Инместаре на территории Сирии вызвал вспышку антисемитизма.
При императоре Юстиниане на территории Сирии возникли Сайданайский монастырь и Монастырь Святого Георгия.
В целом Сирия оставалась неспокойным пограничным регионом, куда периодически вторгались персы и арабы. В 636 году византийцы потерпели сокрушительное поражение от арабов на реке Ярмук. В августе 638 года арабские войска овладели столицей византийской Сирии Антиохией.

## Средневековая история

### Арабский халифат
В 635 году Сирия была опустошена и затем завоёвана арабами, обратившими значительную часть арамейского населения в ислам. В 660—750 годах, когда Дамаск служил резиденцией халифов, благосостояние Сирии вновь стало подниматься. В халифате продолжало сохраняться христианство. Самым известным христианским богословом Сирии был Иоанн Дамаскин (VIII век). С началом смуты Дамаск утратил статус столицы Халифата, центр которого c 750 года сместился в Багдад.
В X веке в Сирии укрепилась местная шиитская арабская династия Хаманидов, которая конфликтовала с шиитско-исмаилитской египетской династией Фатимидов.

### Государство Сельджукидов
В 1055 году Багдад захватывают сельджуки и Сирия входит в зону влияния Государства Сельджукидов, которые номинально сохраняли власть багдадских халифов, однако фактически правили от их имени как султаны. В 1071 году Сирией правил туркменский командир Атсыз бен Увак, который выступал как вассал сельджукских султанов, хотя прежде он мог служить как византийцам, так и фатимидам. В 1078 году его сверг его более родовитый единоплеменник Тутуш I (брат сельджукского султана), который стал именоваться эмиром Дамаска, а в 1092 году принял титул султана. Он возвел Цитадель Дамаска в форме римского каструма.

### Эпоха Крестовых походов
Крестовые походы начались в качестве военной помощи государств Западной Европы христианской Византии в борьбе против мусульманских правителей. На территории Сирии они выполняли роль Реконкисты. Однако вскоре крестоносцы превратились в самостоятельную силу, враждебную как мусульманам, так и христианам-византийцам. Первой жертвой крестоносцев стал Харим (совр. провинция Идлиб). Крестоносцы жестоко расправлялись с пленными, отрубая им головы. После захвата Антиохии в 1098 году образовалось Антиохийское княжество, первым правителем которого стал предводитель крестоносцев итальянский норманн Боэмунд сын Роберта Гвискара. Поначалу он действовал как вассал византийскому императору Алексею Комнину.
На востоке Сирии закрепились туркоманы Зангиды, резиденцией которых первоначально был Мосул. В 1146 году Нур ад-Дин Занги установил контроль над Алеппо. В Битве при Инабе (1149) зангиды разгромили крестоносцев и заняли Дамаск.
В 1187 году сменивший Фатимидов султан Саладин отвоевал у крестоносцев Сирию и основал династию Айюбидов с центром в Каире.

### Мамлюкский султанат
Айюбидов сменили мамлюки, которым пришлось столкнуться с мощным нашествием монголов под предводительством Хулагу-хана, который на короткое время овладел Халебом и Дамаском (1260). В конце 1260 года мамлюки разбили монголов в битве при Хомсе.
В 1400 году Сирия пережила нашествие Тамерлана, который на короткое время захватил города Алеппо и Дамаск. Позже контроль над Сирией вернулся к мамлюкам.

## Османская Сирия
Во время похода османского султана Селима в Египет Сирия без боя подчинилась новым властителям уже в 1516 году. При османах Сирия была разделена на 4 провинции во главе с губернаторами, которые напрямую подчинялись стамбульской администрации. Основными провинциями были Алеппо, Ракка и Дамаск.
В 1771 году арабский правитель Дагир поднял восстание против турок и попытался создать собственное государство на территории южного Ливана, западной Сирии и северного Израиля, но потерпел неудачу и погиб в 1775 году.
В 1799 году на территории Сирии велись боевые действия между Османской империей и армией Наполеона. Создав плацдарм в Египте, французские войска в марте месяце овладел портом Яффа и осадил Акко. Для борьбы с французами в Дамаске был сформирован крупный армейский корпус, который возглавил Джеззар-паша. В ходе Сражение у горы Фавор французы нанесли поражение турецкой армии, которая отступила в Дамаск. Однако у французов не было сил для преследования. В конечном счете осада Акко была снята.
В 1833 году египетский хедив Мегемет-Али завоевал Сирию, но в 1840 году, вследствие вмешательства европейских держав, принуждён был вернуть Сирию обратно Турции.
В 1860 году в Дамаске вспыхнул острый межконфессиональный конфликт между мусульманами и христианами. Поводом для беспорядков стало усиление христианской общины. В ходе беспорядков погибло несколько тысяч христиан. Местные власти бездействовали и в ходе расследования случившегося понесли наказание. Христианам компенсировали ущерб, однако ситуацией воспользовался французский император Наполеон III для вторжения в прибрежную территорию. Развитие индустриального общества в Европе способствовало упадку местных ремёсел и проникновению европейского капитала.

## Проект Великой Сирии
Из Европы через движение младотурок в Сирию проникают идеи национализма, которые приобретают панарабскую окраску. Во время Первой мировой войны арабы (в основном из Хиджаза) вместе с англичанами участвовали в освобождении Сирии от османов. Когда же арабская армия во главе с Фейсалом ибн Хусейном в октябре 1918 года вступила в Дамаск, она была встречена как освободительница. Город был объявлен резиденцией независимого правительства всей Сирии, которая воспринималась как возрождение Дамасского халифата. Фейсал I в 1919 году ездил на конференцию в Париж, пытаясь добиться признания прав династии Хашимитов на власть над Арабским Востоком.

## Арабское королевство Сирия
Вернувшись в Сирию, Фейсал I 8 марта 1920 года объявил себя королём Сирии. Частью Сирии признавался Ливан, Палестина и Иордания. Новое правительство 9 марта возглавил Али Рида ар-Рикаби. Король созывал дважды панарабские конгрессы в Дамаске, выработал проект конституции в 1920 году. Он не учёл, что Великобритания за его спиной договорилась отдать Сирию Франции в обмен на отказ от богатой нефтью области Мосула. 22 марта арабские христиане при поддержке Франции провозгласили независимость Ливана. Началась Франко-сирийская война, которая закончилась ликвидацией независимого сирийского государства. 24 июля Дамаск пал. Впоследствии британские власти позволили Фейсалу стать королем Ирака, где к тому времени уже правил его старший брат Абдалла ибн Хусейн (будущий король Иордании)

## Французский мандат
В 1920 году Франция получила на международной конференции в Сан-Ремо мандат на управление Сирией и начала наступление от побережья на восток своей 60-тысячной армией Анри Гуро. После захвата Дамаска французы разделили Сирию на шесть владений: Государство Дамаск, Государство Алеппо, Государство Алавитов (с центром в Латакия), Джабаль аль-Друз, Санджак Александретта, Великий Ливан. В последних четырёх образованиях преобладали такие этнические группы как алавиты, друзы, турки и марониты.
В 1922 году французские колониальные власти создали Сирийскую федерацию, которая объединила регионы алавитов, Дамаска и Алеппо.
В 1925 году друзы из Джебель-Друза подняли восстание против французов. В октябре 1925 года лидеры национального движения организовали восстание в Халебе и Дамаске, подавленный после двух дней артиллерийских обстрелов Дамаска, в результате которых погибло около 5 тыс. сирийцев. Восстание друзов французы смогли подавить только в 1927 году.
В 1930 году была введена в действие новая конституция, которая подтверждала контроль Франции над страной, но предусматривала наличие выборного президента и однопалатного парламента.
7 сентября 1938 года на северо-западе Сирии на территории Александреттского санджака образовалось Государство Хатай, которое 29 июня 1939 года было аннексировано Турцией.
Подавление британцами восстания арабов в Палестине раскололо националистов и правящую коалицию. Воспользовавшись этим обстоятельством, французы вновь ввели в Дамаске чрезвычайное положение, и в 1939 году верховный комиссар приостановил действие конституции, распустил парламент и арестовал наиболее активных лидеров национального и рабочего движения. В ответ в знак протеста президент страны 7 июля 1939 года ушёл в отставку, был распущен парламент, отменена конституция и для управления внутренними делами французскими властями был создан так называемый Совет директоров.

## Обретение независимости
После капитуляции Франции в 1940 году влияние колониальных властей в Сирии ослабло. В феврале 1941 года Национальный блок, во главе которого встал Шукри Куатли, организовал забастовку, которая продолжалась в течение двух месяцев, что вынудило верховного комиссара правительства Виши распустить назначенный ранее Совет директоров. Вместо него был сформирован комитет во главе с умеренным националистом Халедом аль-Аземом, управлявший Сирией до 1941 года, когда войска Великобритании и «Свободной Франции» заняли страну и восстановили действие конституции. Между Шукри Куатли, администрацией «Свободной Франции» и британскими представителями было достигнуто соглашение, в соответствии с которым в июле 1943 года в Сирии были проведены новые парламентские выборы. На них победил Национальный блок (преобразованный в Национальный патриотический союз), получивший подавляющее большинство мест в парламенте.
Шукри Куатли стал президентом Сирии. Страна вступила в ООН, а также приняла участие в создании Лиги арабских государств. В ходе начавшихся 17 мая 1945 года переговоров между президентом Сирии Шукри Куатли и генеральным уполномоченным Франции в Сирии и Ливане генералом Бейне последний заявил, что французское правительство согласно на вывод своих войск и передачу Сирии и Ливану «специальных частей» лишь при условии «получения в качестве компенсации морских баз в Ливане и воздушных баз в Сирии, а также гарантии материальных и духовных интересов Франции, предусмотренных в заключенном для этого совместном соглашении». Это вызвало негодование сирийцев, и 19 мая 1945 года началась всеобщая забастовка. Прошли столкновения между французскими частями и жителями Халеба и ряда других городов. 27 мая 1945 артиллерийскому обстрелу французов подверглись Хомс и Хама. Вечером 29 мая началась продолжавшаяся два дня артиллерийская и воздушная бомбардировка Дамаска. После этого Великобритания потребовала от Франции прекращения этих военных действий «во избежание столкновений между английскими и французскими войсками». Во всех городах и на границах Сирии разместились британские войска.
Однако полная независимость была достигнута лишь после окончательного вывода французских и британских войск, завершившегося 17 апреля 1946 года. Эта дата стала национальным праздником Сирии — Днём эвакуации.

## Арабо-израильская война 1948—1949 гг
В соседнем с Сирией британском владении Палестина обострялись арабо-израильские противоречия. Сирийские арабы начали оказывать помощь палестинским арабам. Так 10 января 1948 года сирийский батальон Ярмук под командованием майора Адиб аш-Шишакли пересек границу Палестины. 16 февраля стычка между сирийскими и еврейскими отрядами имела место в районе кибуца Тират-Цви, но была прекращена британскими колониальными войсками. 6 мая сирийский батальон Ярмук оборонял преимущественно населенный арабам Цфат, от атак еврейских вооруженных формирований (Операция «Ифтах»). Провозглашение государства Израиль 14 мая 1948 года и последующая за ним арабо-израильская война привело к большей вовлеченности Сирии в конфликт. Уже 18 мая сирийские войска действовали в районе Тивериадского озера и захватили кибуц Шаар ха-Голан и Дгания. Однако летом израильтяне переломили ситуацию в свою пользу. 20 июля 1949 года по результатам войны между Израилем и Сирией было заключено Соглашение о перемирии.

## Эпоха переворотов в Сирии (1949—1970)
Поражение арабов привело к острому политическому кризису в Сирии.
В 1949 году в Сирии произошло целых три государственных переворота. В марте Шукри аль-Куатли был свергнут военными во главе с Хусни аз-Заимом. Диктатор продержался 4 месяца и был свергнут в августе военными Сами аль-Хиннави и Адиб аш-Шишакли. В декабре 1949 года президентом Сирии стал опытный политик Хашим Бей Халид аль-Атаси. Контроль за страной продолжали осуществлять военные, среди которых ведущую роль играл Адиб аш-Шишакли. Страна тяготела к военной диктатуре.
Политическая нестабильность привела к перевороту 1954 года. Одной из причин переворота стал конфликт с друзами. Новые власти в лице вернувшегося из Египта бывшего президента Шукри аль-Куатли симпатизировали идеям насеризма, которые утвердились в Египте с 1952 года. В 1958 году Сирия попыталась объединиться с Египтом, в результате чего образовалась Объединённая Арабская Республика.
В 1961 году в Сирии произошел военный переворот, в результате которого страна вышла из состава ОАР.

## Правление партии Баас (1963—2024)

### Доасадовская Сирия
В результате Мартовской революции 1963 года к власти в Сирии пришла партия БААС (Партия Арабского Социалистического Возрождения). Страну качнуло влево, был взят курс на построение социализма, близкого к советской модели. Одним из участников мартовской революции был Хафез Асад. Мартовская революция впоследствии стала отмечатьс как национальный праздник. В 1964 году исламисты инспирировали беспорядки в Хаме, которая надолго стала оппозиционным центром в стране.
В 1966 году последовал очередной военный переворот, который возглавила алавитская группировка. Правителем Сирии стал Салах Джадид. Курс на укрепление роли госсектора в экономике был продолжен. Основную оппозицию Баас составляли исламисты. В 1976—1982 годах в стране происходили организованные исламистами массовые выступления и террористическая борьба против Баас, получившие название исламского восстания. В ходе Шестидневной войны (1967) Израиль захватил принадлежавшие Сирии Голанские высоты. Конституция 1969 года определила Сирию как демократическую, народную, социалистическую республику с плановой экономикой, с ограниченной рамками закона частной собственностью.
В сентябре началось сирийское вторжение в Иорданию с целю оказания помощи восстанию палестинцев.
Последним переворотом XX века стал ноябрьский переворот 1970 года, приведший Хафеза Асада к власти.

### Эра Асадов
16 ноября 1970 года в результате военного переворота был свергнут президент Салах Джадид, и главой государства в 1971 году стал Хафез аль-Асад. Ситуация в Сирии стабилизировалась. В 1972 году Сирия присоединилась к панарабской Федерации Арабских Республик, куда вошли также Египет и Ливия. Попытка вернуть оккупированные Израилем Голанские высоты в ходе войны 1973 года не имела успеха, однако сирийская армия продемонстрировала боеспособность (Битва за Хермон) и во внешней политике союзником Сирии выступал СССР.
Потерпев неудачу в войне с Израилем, Сирия укрепила свое влияние в Ливане в ходе вспыхнувшей там гражданской войны между про-палестинскими и про-израильскими силами. В 1976 году сирийская армия вошла в Ливан, после чего многие годы контролировала север и восток страны, препятствуя утверждению в Ливане произраильского фалангистского режима.
В 1976—1982 годах в Сирии произошла серия вооружённых выступлений исламистов, по преимуществу членов организации «Братья-мусульмане». Выступления носили характер террористических актов. Одним из них стало массовое убийство безоружных курсантов в Алеппо в 1979 году. Центром исламистского восстания стал город Хама. Финальной точкой восстания стал штурм правительственными войсками города Хама в 1982 году.
После смерти Хафеза Асада в 2000 году президентом Сирии стал его сын, Башар аль-Ассад. Политика Башара Ассада отличается бо́льшей мягкостью и гибкостью по сравнению с его отцом. В 2005 году он согласился вывести из Ливана сирийские войска и даже дал согласие сотрудничать со следователями ООН, подозревавшими сирийские спецслужбы в убийстве бывшего премьер-министра Ливана Рафика Харири. Тем не менее, начиная 2004 года в Ливане произошел ряд покушений на политических и общественных деятелей, известных критикой сирийского влияния в стране.
Согласно статье К. Капитонова, ещё до Войны в Ираке 2003 года, в обход запрета Совета Безопасности ООН, Сирия участвовала в снабжении оружием режима Саддама Хусейна.
Будучи временным членом СБ ООН, Асад пытался предотвратить эту войну, но затем неожиданно поддержал позицию США. Тем не менее, впоследствии США обвиняли Асада в поддержке террора в послевоенном Ираке.
Россия (2008), США, ЕС, Израиль и Франция обвиняли Асада в материально-технической поддержке военизированных групп — противников Израиля (Хезболла, Хамас, Исламский джихад), признанных террористическими организациями в ряде стран мира.

### Гражданская война в Сирии (2011 —2024)
В 2011 году началась Арабская весна, которая затронула и Сирию. Первоначально имели место скоординированные социальными сетями гражданские протесты, затем исламисты подняли Восстание в Даръа. В Сирии начался полномасштабный вооружённый конфликт, в ходе которого часть территории страны была захвачена различными антиправительственными силами (Свободная сирийская армия и пр.). В 2012 году на арену войны вышла группировка Джебхат ан-Нусра. Особо ожесточенные бои вспыхнули в Алеппо. В том же году на фоне ослабления центральной власти и активизации исламистов на северо-востоке Сирии образовалась курдская автономия.
В 2014 году радикальные исламисты основали собственное государство ИГИЛ, столицей которого сделали город Ракка. Быстрые территориальные завоевания в Ираке и Сирии в течение первой половины 2014 года, в совокупности с осуждёнными международным сообществом жестокостью и нарушением прав человека, а также боязнь дальнейших неожиданных последствий гражданской войны в Сирии вынудили многие страны начать военные действия против ИГИЛ.
30 сентября 2015 года, по просьбе сирийского правительства Российская Федерация вмешалась в гражданскую войну в Сирии, начав военную операцию в этой стране. Помимо России помощь режиму Асада оказывал Иран.
В 2016 году в Сирийский конфликт вмешалась Турция, которая начала военную операцию против курдских формирований на северо-востоке страны. Тем временем правительственные войска при поддержке России и Ирана взяли крупный город Алеппо.
В 2017 году наступил некоторый перелом в ходе войны, когда сирийско-российские войска освободили от исламистов ИГИЛ Пальмиру (провинция Хомс), тогда как отряды проамериканской сирийской оппозиции установили контроль над городом Ракка.
В 2018 году Турция захватила приграничный сирийский город Африн, который до этого контролировали отряды курдского ополчения.
8 декабря 2024 года столица Сирии Дамаск была занята оппозиционными силами, режим Асада пал. Страну возглавил Ахмед аш-Шараа.

## Переходный период (с 2024)
9 декабря 2024 года было сформировано первое Переходное правительство во главе с Мухаммедом аль-Баширом. 
29 января 2025 года президентом Сирии на переходный период был объявлен глава Хайят Тахрир аш-Шам Ахмед аш-Шараа. Правительство аль-Башира подало в отставку, сформировано Второе переходное правительство под председательством президента. 
После свержения Башара Асада многие сирийские алавиты были уволены с государственной службы или арестованы новыми властями, отмечались случаи расправ над представителями общины. Это спровоцировало в марте 2025 года крупное вооруженное выступление сторонников бывшего президента Асада в провинции Латакия, в ходе подавления которого погибли более тысячи человек, большинство из которых — мирные жители.